# Skytrax
Skytrax is een adviesbureau uit het Verenigd Koninkrijk dat onderzoek doet naar de kwaliteit van verschillende aspecten in de publieke luchtvaart, zoals de kwaliteit van luchtvaartmaatschappijen en vliegvelden. Skytrax onderzoekt bijvoorbeeld de kwaliteit van catering in vliegtuigen en op luchthavens, de lounges op luchthavens, de in-flight entertainment, en andere onderdelen van de publieke luchtvaart.
Skytrax is onder andere bekend van de jaarlijkse World Airlines Awards en de World Airport Awards.

## Prijzen
Airline of the Year (luchtvaartmaatschappij van het jaar)
| Jaar | 1e                 | 2e                         | 3e                 |
| ---- | ------------------ | -------------------------- | ------------------ |
| 1999 |                    |                            |                    |
| 2000 |                    |                            |                    |
| 2001 | Emirates           | Singapore Airlines         | Cathay Pacific     |
| 2002 | Emirates           | Cathay Pacific             | Singapore Airlines |
| 2003 | Cathay Pacific     | Emirates                   | Singapore Airlines |
| 2004 | Singapore Airlines | Emirates                   | Cathay Pacific     |
| 2005 | Cathay Pacific     | Qantas                     | Emirates           |
| 2006 | British Airways    | Qantas                     | Cathay Pacific     |
| 2007 | Singapore Airlines | Thai Airways International | Cathay Pacific     |
| 2008 | Singapore Airlines | Cathay Pacific             | Qantas             |
| 2009 | Cathay Pacific     | Singapore Airlines         | Asiana Airlines    |
| 2010 | Asiana Airlines    | Singapore Airlines         | Qatar Airways      |
| 2011 | Qatar Airways      | Singapore Airlines         | Asiana Airlines    |
| 2012 | Qatar Airways      | Asiana Airlines            | Singapore Airlines |
| 2013 | Emirates           | Qatar Airways              | Singapore Airlines |
| 2014 | Cathay Pacific     | Qatar Airways              | Singapore Airlines |
| 2015 | Qatar Airways      | Singapore Airlines         | Cathay Pacific     |
| 2016 | Emirates           | Qatar Airways              | Singapore Airlines |
| 2017 | Qatar Airways      | Singapore Airlines         | All Nippon Airways |
| 2018 | Singapore Airlines | Qatar Airways              | All Nippon Airways |
| 2019 | Qatar Airways      | Singapore Airlines         | All Nippon Airways |

Airport of the Year (vliegveld van het jaar)
| Jaar | Goud                            | Zilver                                                 | Brons                           |
| ---- | ------------------------------- | ------------------------------------------------------ | ------------------------------- |
| 1999 | Amsterdam Airport Schiphol      | n/a                                                    | n/a                             |
| 2000 | Singapore Changi Airport        | n/a                                                    | n/a                             |
| 2001 | Hong Kong International Airport | Kuala Lumpur International Airport                     | Singapore Changi Airport        |
| 2002 | Hong Kong International Airport | Singapore Changi Airport                               | Sydney Airport                  |
| 2003 | Hong Kong International Airport | Singapore Changi Airport                               | Dubai International Airport     |
| 2004 | Hong Kong International Airport | Singapore Changi Airport                               | Amsterdam Airport Schiphol      |
| 2005 | Hong Kong International Airport | Singapore Changi Airport                               | Incheon International Airport   |
| 2006 | Singapore Changi Airport        | Hong Kong International Airport                        | Munich Airport                  |
| 2007 | Hong Kong International Airport | Incheon International Airport Singapore Changi Airport | -                               |
| 2008 | Hong Kong International Airport | Singapore Changi Airport                               | Incheon International Airport   |
| 2009 | Incheon International Airport   | Hong Kong International Airport                        | Singapore Changi Airport        |
| 2010 | Singapore Changi Airport        | Incheon International Airport                          | Hong Kong International Airport |
| 2011 | Hong Kong International Airport | Singapore Changi Airport                               | Incheon International Airport   |
| 2012 | Incheon International Airport   | Singapore Changi Airport                               | Hong Kong International Airport |
| 2013 | Singapore Changi Airport        | Incheon International Airport                          | Amsterdam Schiphol Airport      |
| 2014 | Singapore Changi Airport        | Incheon International Airport                          | Munich Airport                  |